# Cvičiště řízení bojových vozidel Libavský vrch
Cvičiště řízení bojových vozidel Libavský vrch, nazývané také Cvičiště řízení bojových vozidel Anenský vrch, je vojenské cvičiště řidičů bojových vozidel a to jak mechanizovaných tak i zabezpečovacích jednotek. Cvičiště spravuje Armáda České republiky a nachází se ve východní části masivu Libavského vrchu, poblíž kopců Pod Anenským vrchem a Anenský vrch v Oderských vrších v Nízkém Jeseníku v okrese Olomouc v Olomouckém kraji. Cvičiště je ve vojenském újezdu Libavá a je veřejnosti nepřístupné.

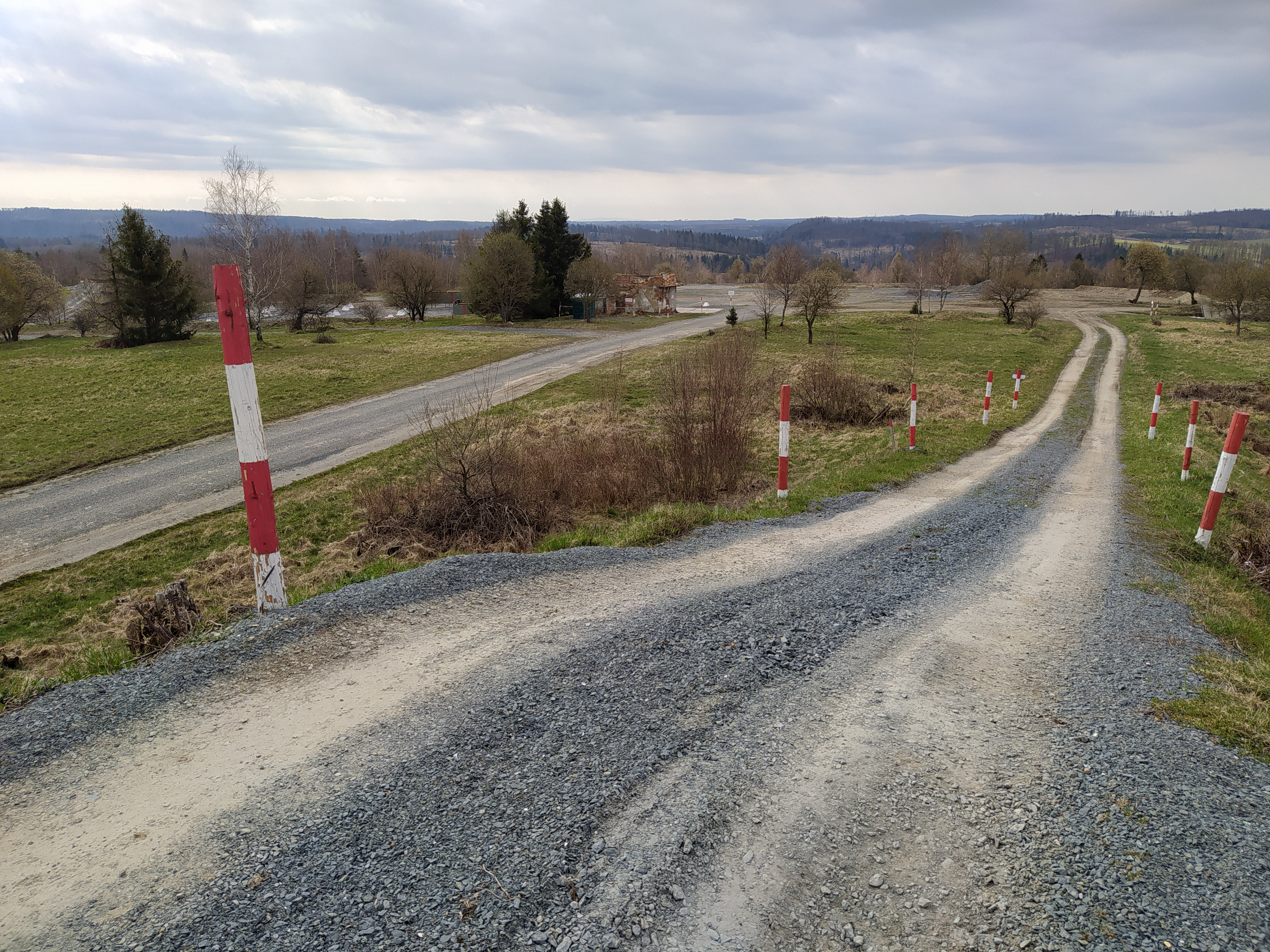

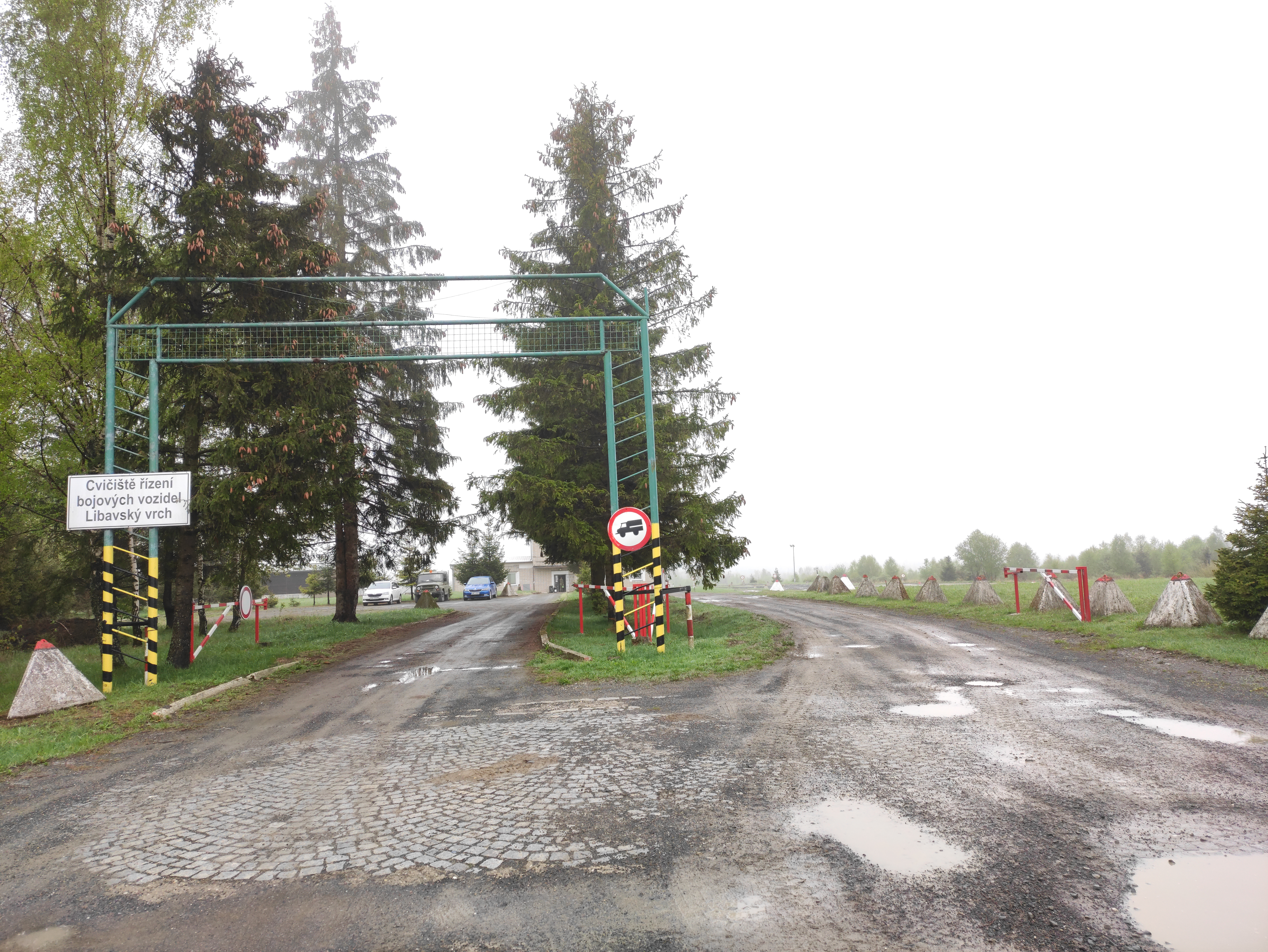